# San Godenzo
San Godenzo là một đô thị ở tỉnh Firenze trong vùng Toscana, tọa lạc khoảng 35 km về phía đông bắc của Florence, ở Bắc Apennines.
San Godenzo giáp các đô thị sau: Dicomano, Londa, Marradi, Portico e San Benedetto, Premilcuore, Santa Sofia, Stia.